# Vladana Vučinić
Vladana Vučinić ( monténégrine : Владана Вучинић ; née le 18 juillet 1986), également connue sous le nom de Vladana, est une chanteuse et compositrice monténégrine. Elle représente le Monténégro au Concours Eurovision de la chanson 2022 avec sa chanson Breathe.

## Biographie
Vladana a montré un intérêt pour la musique dès son plus jeune âge car son grand-père, Boris Nizamovski, était à la tête de l'Association des artistes de la scène de Macédoine du Nord et directeur de l'ensemble macédonien "Magnifico". Vladana a une éducation primaire et secondaire en musique, se concentrant sur la théorie musicale et le chant d'opéra. Elle est diplômée en journalisme de la Faculté d'État des sciences politiques du Monténégro. 
En 2003, Vladana fait ses débuts à la télévision dans une émission nationale de karaoké et, la même année, sort un premier single qui a été joué au Festival méditerranéen de Budva. Le 3 mars 2005, Vučinić participe à Montevizija 2005 avec la chanson Samo moj nikad njen.  Elle se classe 18e et n'a donc pas réussi à se qualifier pour Evropesma-Europjesma 2005 qui s'est tenue le 4 mars 2005. L'année suivante, elle participe à Montevizija 2006 en duo avec Bojana Nenezić avec la chanson Željna. Placée 11e Vučinić et Nenezić ont avancé dans Evropesma-Europjesma 2006 où ils se sont classés 15e en finale. Plus tard cette année-là, Vučinić a interprété sa chanson Kapije od zlata au festival de musique Sunčane skale. 
Vučinić a sorti son premier clip vidéo pour le single Kao miris kokosa, réalisé par Nikola Vukčević, qui est devenu à cette époque la vidéo la plus diffusée au Monténégro. En 2007, elle continue à travailler avec Vukčević et sort son deuxième clip vidéo, pour le single Poljubac kao doručak. 
Fin 2009, Vućinić enregistre et sort son premier single en anglais, Bad girls need love too. Un an plus tard, en novembre 2010, un clip vidéo pour la chanson Sinner City sort en prélude à son premier album en anglais. Vučinić auto-publie son premier album intitulé Sinner City le 13 décembre 2010. 
Elle lance un magazine de mode en ligne appelé Chiwelook (Čiviluk) basé sur des éditoriaux avec des créateurs de mode du Monténégro. En tant que fondatrice et rédactrice en chef, elle contribue au magazine à travers des chroniques et des interviews sur la mode avec différentes personnalités de la musique, de la culture et de la politique. 
Le 4 janvier 2022, le diffuseur monténégrin RTCG annonce qu'elle est sélectionnée pour représenter le Monténégro au Concours Eurovision de la chanson 2022 avec le titre Breathe interprétée en anglais. Le 12 mai 2022, elle participe à la deuxième demi-finale du concours, à l'issue de laquelle elle est éliminée, se classant à la 17ème place sur 18 participants.  

## Discographie

### Albums studios
| Titre       | Détails                                                                               |
| ----------- | ------------------------------------------------------------------------------------- |
| Sinner City | - Sortie: 15 décembre 2010 - Label: auto-édition - Formats: téléchargement, streaming |

### Singles
| Titre                       | Année | Album       |
| --------------------------- | ----- | ----------- |
| Ostaćeš mi vječna ljubav    | 2003  |             |
| Noć                         | 2004  |             |
| Samo moj nikad njen         | 2005  |             |
| Nježna(avec Bojana Nenezić) | 2006  |             |
| Kao miris kokosa            | 2006  |             |
| Kapije od zlata             | 2006  |             |
| Poljubac Kao Doručak        | 2007  |             |
| Bad Girls Need Love Too     | 2009  | Sinner City |
| Sinner City                 | 2010  | Sinner City |
| Breathe                     |       |             |